# 72827 Maxaub
72827 Maxaub è un asteroide della fascia principale. Scoperto nel 2001, presenta un'orbita caratterizzata da un semiasse maggiore pari a 2,5906267 UA e da un'eccentricità di 0,1231549, inclinata di 14,91917° rispetto all'eclittica.
L'asteroide è dedicato allo scrittore spagnolo Max Aub.